# Gópnik

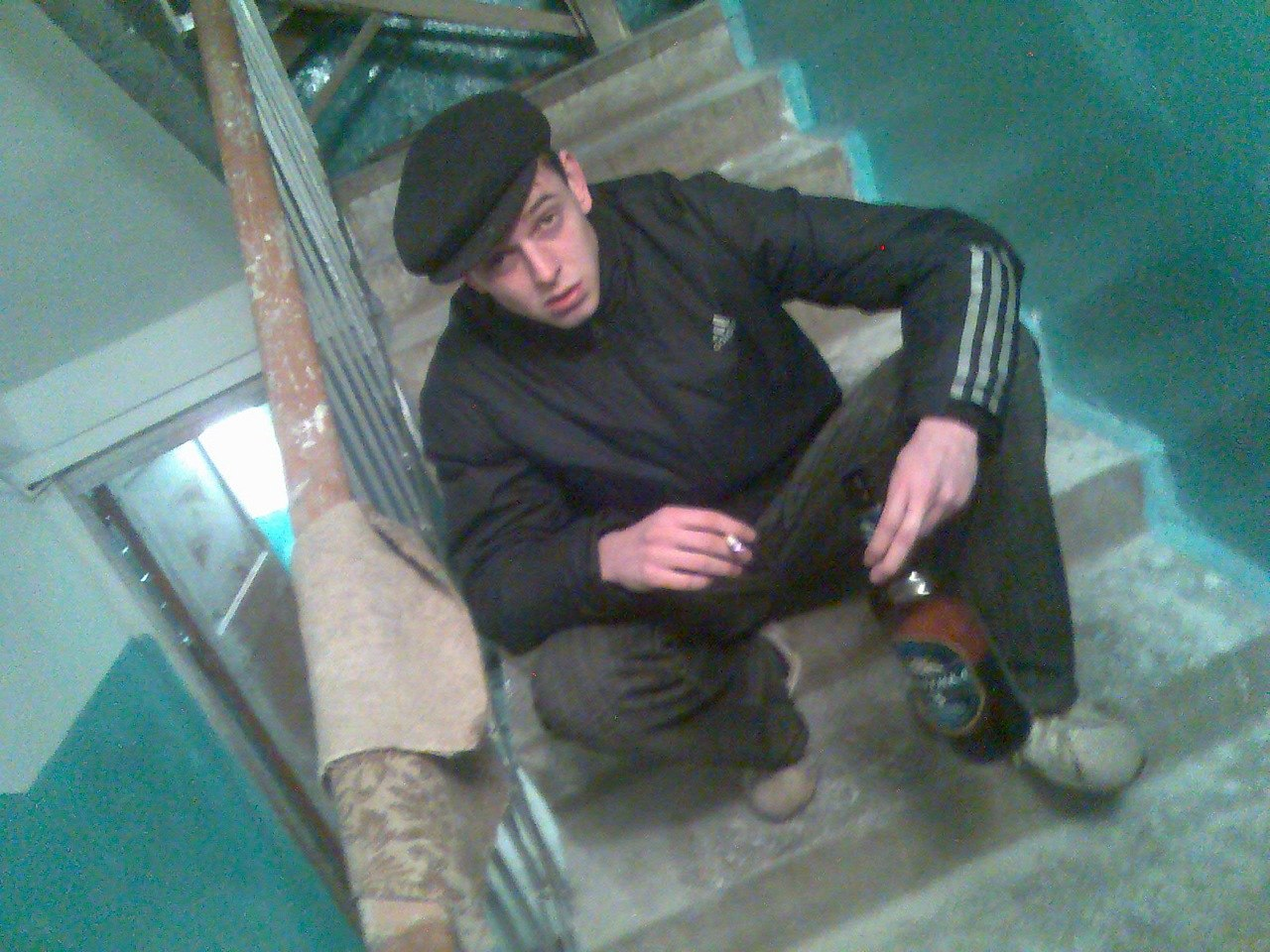
Un gópnik en una jrushchovka, un apartamento de bajo coste.

Un gópnik (en ruso го́пник) es un miembro de una subcultura delincuente en Rusia, Ucrania, Bielorrusia y otras ex repúblicas soviéticas de áreas suburbanas de clase baja provenientes de familias con poca educación o ingresos.
La subcultura gópnik tiene sus raíces en el Imperio ruso y evolucionó durante el siglo XX en muchas ciudades de la Unión Soviética.
Estereotípicamente, los gópniks suelen vestir ropa deportiva, tomar bebidas alcohólicas y escuchar hard bass, además de comer semillas y fumar cigarrillos baratos.[cita requerida] A menudo tienen un trabajo de bajo nivel, viven en apartamentos viejos y de bajo coste llamados jrushchovka.[cita requerida]
A las mujeres parte de esta subcultura se las llama gópnitsa (en ruso, го́пница).[cita requerida]

## Origen del término
No se sabe con certeza el origen del término «gópnik», algunas versiones sugieren que proviene de las siglas GOP, Gorodskoye Óbschestvo Prizreniya (Sociedad Urbana del Cuidado), nombre que se les daba a los hospicios creados tras la Revolución de Octubre del antiguo régimen soviético para albergar a la gente pobre y huérfanos. Otra versión indica que tomaron el nombre de gópniks debido a la expresión gop-stop, un término utilizado en la jerga común con el significado de asalto.
El término se popularizó a finales de los años 80, haciendo referencia a los jóvenes para quienes robar en la calle era, como señala la socióloga rusa Saratov Elena Bessonova, parte de su imagen, medio de entretenimiento y forma de mantener la autoridad. Según la académica, en los años 90 aparecieron los "gopis", quienes romantizaban e idealizaban la vida de sus antepasados, a quienes definen como delincuentes por voluntad propia. Sin embargo, como señala Bessonova, para los gop modernos, lo más importante, más que cometer delitos, es tratar de humillar, asustar y dominar a la gente, para poder extraer de ella un beneficio económico. Debido a su proximidad con el mundo delictivo, la jerga de los ladrones está realmente presente en su lenguaje diario. La investigadora señala que, a principios de la perestroika, esta subcultura juvenil no tenía un gusto específico por ningún estilo de música. Posteriormente, los miembros de la subcultura se inclinaron por la música blatnov, el chanson ruso (Mijaíl Krug, la banda Butyrka y Sergey Nagovitsyn), el pop ruso y, el más característico de esta subcultura, el hardbass.

## Características
La subcultura proviene principalmente de los suburbios de las ciudades industriales. La mayoría de los integrantes de esta cultura pertenece a familias económicamente desfavorecidas. Además, son socialmente rechazados debido a que sus conciudadanos creen que tienen una ausencia de los siguientes valores: honradez, lealtad y cortesía. Sin embargo, diversos sociólogos han expuesto que en los Gópnik sí existe una estructura de lealtad, basada en un comportamiento persistente en conflictos violentos directos. También existen otras actitudes de carácter moral y ético, por ejemplo, la agresión contra una mujer es considerada entre los miembros de este grupo como un agravio intolerable, al igual que difundir rumores a las espaldas de otro miembro del grupo.
La subcultura Gópnik tiene ciertos matices de "cultura del honor", sin embargo: El honor se basa en las acciones violentas y los asaltos. Además, a la persona deshonesta perteneciente a esta organización se le permite realizar todo tipo de actos vandálicos. La imagen y comportamiento de un Gópnik es en sí misma una representación del submundo criminal de era postsoviética.
Es común que vistan chaquetas negras de cuero y chándales, los cuales deben su popularidad a su uso en las Olimpiadas de Moscú de 1980.
Entre ellos mismos no se llaman "gopniks", sino que utilizan el apelativo de "chicos normales", "chicos de verdad", "chicos duros", ya que consideran peyorativa la palabra gópnik. Además utilizan el término "jeta" o "bobo" (en ruso: лох, transliterado: lokh). Se caracterizan por una agresividad desmedida sobre los miembros de lo que ellos consideran "clases superiores" o más ricas, así como contra otras personas cuyo estilo de vida sea progresista o intelectual. Además, suelen rechazar a las personas con gusto por la cultura occidental, del k-pop coreano y del manga y anime japonés, llamándolos "poco formales" o "débiles" (en ruso: неформалов, transliterado: neformalov).